# Koolstofketen
Een koolstofketen of koolstofskelet is in de organische chemie een regelmatige aaneenschakeling van koolstofatomen. Een dergelijke keten vormt de basis van organische moleculen. Koolstofketens zijn vergeleken met ketens van andere elementen zeer stabiel, omdat koolstof met zichzelf sterke covalente bindingen vormt. De gemiddelde bindingsenergie in de keten bedraagt 347 kJ/mol.
Een koolstofketen kan open (lineair) of gesloten (cyclisch) zijn, en verzadigd (alleen enkelvoudige C-C-bindingen, met daaraan covalent gebonden losse waterstofatomen) of onverzadigd (een dubbele C-C-binding) zijn. Daarnaast kunnen er één of meerdere substituenten covalent aan de keten vastgehecht zijn, die ieder de plaats van een waterstofatoom innemen.
Bij koolwaterstoffen bestaan de moleculen slechts uit koolstofketens, met daaraan gekoppelde waterstofatomen, zonder substituenten.

## Substituenten
Er zijn 2 soorten substituenten mogelijk:
- Afzonderlijke, niet-waterstofatomen (zogenaamde heteroatomen) kunnen zich binden aan de koolstofketen; de meest voorkomende zijn zwavel, fosfor, stikstof, zuurstof, chloor, fluor, broom en jood.
- Ook groepen atomen kunnen zich binden aan een koolstofketen; dit worden de functionele groepen genoemd.

## Grafische voorstelling
Koolstofketens worden voorgesteld door middel van structuurformules. De waterstofatomen worden hierbij niet getekend en meestal worden de koolstofatomen genummerd. Hieronder staat een eenvoudig voorbeeld van hexaan (C6H14):
Het molecuulmodel ziet er als volgt uit (hierbij worden de waterstofatomen wel zichtbaar gemaakt):
Een derde mogelijke voorstelling is de platte structuurformule, waarbij geen rekening wordt gehouden met de bindingshoek. Hierbij worden alle atomen als het ware in een rooster getekend: